# Гуменџе
Гуменџе или Гуменџа (грч. Γουμένισσα, Гумениса) је град и седиште општине Пеонија у периферији Средишња Македонија, Грчка. Према попису из 2021. године било је 3.292 становника.
Према бугарском географу и историчару, Василу Канчову, у Гуменџи је 1900. године живело 3.150 Словена хришћана. Током периода од 1913. до 1925. године принудно је било исељено 180 словенских породица (571 особа) у Бугарску а на њихово место је насељен већи број грчких избегличких породица из Бугарске (Асеновград) и Турске (Анадолија и Понт). До 1928. године било је 427 избегличких породица, укупно 1.676 особа. На попису из 1940. године Гуменџе је имало 4.927 становника, од чега око 4.000 Словена.